# Jardinier (comics)
Ord Zyonyz, alias Le Jardinier (« The Gardener » en VO) est un personnage de fiction évoluant dans l'univers Marvel de la maison d'édition Marvel Comics. Créé par le scénariste Bill Mantlo et le dessinateur John Byrne, le personnage apparaît pour la première fois dans le comic book Marvel Team-Up #55 en mars 1977.
Il fait partie du groupe des Doyens de l'univers.

## Biographie du personnage
Le Jardinier est l'un des Doyens de l'univers, un groupe informel d'entités extraterrestres, seules survivantes de leurs races respectives, les Doyens étant presque aussi vieux que l'univers lui-même. Virtuellement immortel comme les autres Doyens, Ord Zyonyz voue sa vie à étudier la botanique, à générer la vie et la beauté sur des mondes dévastés, partout dans l'univers.
Quelques millénaires auparavant, le Jardinier avait obtenu une Gemme d'éternité, un artefact permettant d'utiliser l'énergie cosmique. Il s'en sert depuis pour faire pousser ses plantes beaucoup plus rapidement et voyager dans l'univers sans vaisseau spatial. Il l'utilisa aussi pour combattre l'extraterrestre nommé l'Étranger. Mais, après avoir réalisé que la gemme était aussi une arme entre ses mains, il l'abandonna. Il récupéra par la suite la gemme d'Adam Warlock.
Contacté par d'autres Doyens, il accepte de les aider dans leur plan pour vaincre Galactus et recréer la réalité. Mais leur plan échoue grâce au Surfer d'argent. Plus tard, Thanos l'affronte pour lui voler sa gemme et, semble-t-il, le tue.
Cependant, et à la suite de la décision de l'entité conceptuelle la Mort concernant les Doyens de l'univers, le Jardinier demeure interdit de mourir et survit vraisemblablement à l’attaque de Thanos, même s’il n’est plus réapparu depuis cet épisode.

## Pouvoirs, capacités et équipement
Le Jardinier a la capacité de manipuler l'énergie cosmique (une faculté nommée « Pouvoir Primordial ») en une variété d'effets, y compris pour se doter d'une immortalité virtuelle ou la capacité d'augmenter ses attributs physiques à des niveaux surhumains, mais dont la limite est inconnue. Il possède notamment une force immense, lui permettant de soulever plusieurs tonnes.
Au cours des millénaires, le Jardinier a accumulé une vaste connaissance de la botanique sur d'innombrables mondes étrangers. Grâce à sa connaissance unique du monde végétal, et à ses techniques de pointe en botanique et en biologie, il peut recouvrir s'il le souhaite un monde désertique par une flore luxuriante en une année.
Étant donné sa préoccupation principale dans les arts et des sciences visant à cultiver les plantes, le Jardinier n’a guère consacré d’énergie au développement de son potentiel physique et mental, à la différence des autres Doyens de l'univers.
Réprouvant la violence, il a peu d’expérience dans le domaine du combat.
- En tant que Doyen de l'univers, le Jardinier est totalement immunisé contre le feu, le froid ou encore les poisons, et ne vieillit pas. Il est aussi immunisé à la dégénérescence cellulaire et aux blessures conventionnelles (maladies, coupures, etc.). Ses pouvoirs de régénération naturelle ne pourraient être réellement perturbés que par la dispersion importante d’une grande partie des molécules qui composent son corps[1]. Il peut aussi se passer de nourriture pendant un long moment, et peut survivre dans de vide de l'espace sans aide, mais il lui faut toutefois un moyen de locomotion[1].
- Actuellement, et en raison de ses machinations avec les autres Doyens contre l'entité cosmique la Mort, le Jardinier ne peut mourir par aucun moyen[1].
- Les autres pouvoirs, connus et utilisés par le Jardinier, incluent une forme de lévitation limitée, la télékinésie et le contrôle de la végétation. Il a été vu marcher sur les « ponts cosmiques » fabriqués à partir de diverses végétation et des fleurs, qui étendent la portée de l'univers lui-même.
- Lorsqu’il était en possession de la Gemme de l’Âme, il pouvait contrôler et manipuler mentalement les animaux, y compris les oiseaux, les singes et les grands animaux. Il utilisait ces animaux pour se protéger, comme il le fit une fois contre Hulk.
- Utilisant le Pouvoir Primordial en combinaison avec la Gemme de l’Âme d'Adam Warlock, il a augmenté sa force physique pour correspondre à celle de Hulk lui-même, dans un match de catch ayant pour enjeu sa canne. Le Jardinier a aussi apprivoisé la rage de Hulk en utilisant la Gemme de l’Âme, pour puiser dans l'âme de Hulk et faire ressortir la conscience de son alter-ego Bruce Banner, ce qui a permis à Banner de maintenir son emprise sur son corps tout en possédant la force de Hulk.
- Lorsqu'il était en possession de la Gemme du Temps, il pouvait faire avancer rapidement le cycle de croissance des plantes, puis les maintenir à l'apogée de leur floraison, créant le plus beau des jardins dans l'univers. Il utilisait également la Gemme du Temps pour transformer les vignes en armes et produire des poussées de croissance végétale pour piéger et enchevêtrer ses ennemis, tels que Hulk et Thanos.

Il a créé son bâton recourbé, composé de matériaux inconnus, au travers duquel il peut canaliser l'énergie cosmique. Il a aussi utilisé plusieurs Gemmes de l'infini à divers moments.